# 전략적 전환
전략적 전환(Strategic transitions)은 전략시스템의 도입을 통해 사업의 목표, 고객 및 공급자와의 관계, 내부 운영, 정보구조의 변화를 요구한다. 조직의 사회적, 기술적 요소들에 영향을 미치는 이런 사회기술적 변화는 사회기술적 시스템 수준간의 이동을 일으키는 것을 말한다.